# Chris Horrocks
Chris Horrocks est professeur agrégé en histoire de l'art à l'Université de Kingston de Londres dont les travaux se concentrent principalement sur les théoriciens Jean Baudrillard et Foucault,, l'art d'Andy Warhol et de Marcel Duchamp ainsi que l'art et la technologie contemporains japonais et chinois. Outre ses écrits, il a réalisé un film documentaire sur la vie et l'œuvre de l'artiste Eduardo Paolozzi,,,.

## Formation
Il a étudié les beaux-arts à la Bath Academy of Art jusqu'en 1986 puis obtenu une maîtrise en histoire culturelle au Royal College of Art en 1991. Son doctorat a été décerné pour son portfolio de textes publiés au cours de ses 20 ans de carrière.